# 麻生歩
麻生 歩（あそう あゆむ、3月8日 - ）は、日本の漫画家。女性。東京都出身。『My Birthday』（実業之日本社）に掲載された「夢見るイヴ」でデビュー。代表作は『OUT』、『KISS ME プリーズ』、『君に咲く花』など。

## 来歴
子供のころからファッション画などの絵を描くのが大好きで、デザイナーか漫画家になりたいと考えるも、ストーリー作りが楽しかったために漫画家を選ぶ。「とにかくカッコイイ男子キャラを描きたい」と考え、漫画家になろうと考える。

## 作風
華やかかつ情熱的な描写で、「キラキラ美しいヒロインとセクシーで傲慢・クールなヒーローのキャラクター」を描く。

## 作品リスト
- OUT（飛鳥新社）
- KISS ME プリーズ（実業之日本社）
- COLORS―カラーズ―
- 君に咲く花（宙出版）
- 女王の密命
- OVERライン
- 月夜にラブミッション
- 初恋はミモザの香り
- 過去をなくした天使（ハーレクイン社）
- 砂漠の王と月の女神
- さまよえるプリンセス
- 永遠のイブ
- 十七歳の花嫁
- 魔法が解けた朝に
- 世界一結婚したい男
- 誘惑の千一夜
- 灰色のシンデレラ
- アラビアの花嫁
- 宿命のパートナー
- 愛と気づくまで
- 非情なウエディング
- 奇跡はイブの日に
- マドリードの熱い奇跡
- 愛するがゆえの罰
- 月夜にラブミッション（『別冊ハーモニィNextF』掲載[3]、2013年6月、宙出版）
- 罠に落ちた恋人たち（原作：リン・グレアム[4]、2021年11月11日発売[5]、ハーパーコリンズ・ジャパン）
- 見せかけの花嫁（原作：リン・グレアム[6]、2021年12月10日発売[7]、ハーパーコリンズ・ジャパン）
- 愛人を演じて（原作：リン・グレアム[8]、2022年1月11日発売[9]、ハーパーコリンズ・ジャパン）
- シークに言えない秘密（原作：キャロル・マリネッリ、2022年8月1日発売[10]、ハーパーコリンズ・ジャパン）

## 関連人物
アリスン
親交のある『ハーレクイン』の漫画家。
佐伯かよの
親交のある『ハーレクイン』の漫画家。